# Савонарола, Джироламо
Джиро́ламо Мари́я Франче́ско Матте́о Савонаро́ла (итал. Girolamo Maria Francesco Matteo Savonarola  МФА: [dʒiˈrɔːlamo savonaˈrɔːla]о файле; 21 сентября 1452, Феррара, Герцогство Феррара — 23 мая 1498, Флоренция, Флорентийская республика) — итальянский религиозный и политический деятель. Фактический правитель Флоренции с 1494 по 1498 год. Инициатор ряда политических и общественных реформ.  Автор ряда богословских трактатов и проповедей на основе изучения и осмысления Священного Писания. Считается одним из предвестников Реформации наряду с Джоном Уиклифом и Яном Гусом. Символом деятельности Савонаролы стал «костёр тщеславия» — так историки окрестили сжигание картин, книг, игральных карт, одежды, косметики, зеркал и других предметов роскоши на городской площади Флоренции, Пьяцца делла Синьория. Жизнь доминиканского монаха закончилась трагически — Савонарола, часто критиковавший папское правление, был казнён церковью — его повесили, позже тело сожгли на костре.

## Ранние годы
Родился 21 сентября 1452 года в Ферраре, куда в XV веке прибыли предки Джироламо по приглашению герцогов д’Эсте, которые в то время были там правителями. Происходил из старинного падуанского рода. Джироламо был третьим ребёнком в семье Никколо Савонаролы и его жены, мантуанки Елены, урождённой Бонакольси. Его дед, Микеле Савонарола, был известным врачом, который привил внуку любовь не только к медицине, но также к Священному Писанию и к философии, в частности к Аристотелю в толковании Фомы Аквинского. Позже Савонарола обратит свой взор и на философию Платона, которая останется увлечением младых лет, что, скорее всего, связано с модой на «неоплатонизм» вследствие учреждения платоновской академии в Кареджи Козимо Медичи в 1462 году. В более сознательном возрасте Джироламо отречётся от учения Платона.
Отец Савонаролы готовил сына к медицинской карьере и старался дать ему достойное образование. В молчаливом и вдумчивом юноше рано сказались аскетические начала, любовь к размышлениям и глубокая религиозность.
Италия в то время была охвачена гуманистическим движением, одним из крупнейших центров которого была Флоренция, где гуманизм при Лоренцо Медичи отличался эпикурейско-языческим направлением.
Светская жизнь и религиозно-нравственное падение Италии сильно возмущали Савонаролу. Некоторые из его ранних стансов посвящены печальному состоянию церкви, порче нравов и разрушению добрых отношений между людьми.
Несчастливая любовь к дочери флорентийского изгнанника, принадлежащего к роду Строцци, и увлечение средневековыми богословскими сочинениями (особенно Фомой Аквинским) привели Савонаролу к решению поступить в монастырь.

## Монастырская жизнь
24 апреля 1475 года он бежал из родного дома в Болонью, в доминиканский монастырь, оставив дома написанное им стихотворение «О презрении к свету». В нём он сетует на то, что «примат попал в руки пирата», тем самым намекая на папу Сикста IV.
В монастыре он вёл суровую жизнь, отказался от денег, которые имел, свои книги подарил монастырю, оставив себе только Библию, ополчался против монастырской роскоши и посвящал свободное от молитв время изучению трудов Отцов Церкви.
Поэтические наклонности Савонаролы проявлялись и в монастыре: он написал стихотворение «О падении церкви», где указывал, что у людей нет уже прежней чистоты, учёности, христианской любви, а главная причина тому — порочность пап. Настоятель монастыря поручил Савонароле обучать новичков и возложил на него обязанность проповедника.
В 1482 году его посылали проповедовать в разные города, в том числе в Феррару, откуда ввиду начавшейся войны с Венецией ему приказали отправиться во Флоренцию, в известный тогда монастырь Сан-Марко.
Здесь Савонарола, уже славившийся как учёный, был назначен почётным чтецом при братии и наставником послушников. В 1483 г. Савонарола проповедовал в церкви Сан-Лоренцо, но не имел успеха.
Это заставило его заняться исправлением своих недостатков. Он отправился проповедовать в небольшой городок Сан-Джиминьяно, где пробыл два года, увлекая слушателей своими речами. В 1486 году он преподавал в расположенном недалеко городе Фьезоле, о чём сохранились воспоминания в биографии его ученика Пагнуса Сантеса.

## Взлёт
В 1486 году Савонарола явился в Брешии уже опытным и отважным проповедником, резко бичуя людские пороки, властно призывая к покаянию и предрекая Италии Божьи кары за её грехи.
В это же время Савонарола познакомился в Реджио с Джованни Пико делла Мирандола, который стал его страстным последователем. Под влиянием Пико Лоренцо Медичи вызвал Савонаролу из Генуи во Флоренцию (1490 год), и он снова занял кафедру учителя в Сан-Марко.
Монастырь быстро наполнился светскими слушателями; проповеди Савонаролы имели необычайный успех, людям не хватало места. 1 августа 1490 года Савонарола произнёс знаменитую проповедь, где с неслыханной до него уверенностью высказал мысли о необходимости и близости обновления церкви, а также о том, что скоро Бог поразит своим гневом всю Италию.
Он утверждал, что, подобно ветхозаветным пророкам, передаёт лишь веления Божии, угрожал проклятием тому, кто не верит в его пророческое призвание, обличал испорченность нравов флорентийцев, не стесняясь в выборе выражений.
В своих вдохновенных проповедях Савонарола часто смешивал свои мысли с текстами Св. Писания, говоря в своё оправдание, что «слова эти недавно сошли с небес».
Его влияние усилилось благодаря исполнению некоторых его предсказаний — смерти папы Иннокентия в 1492 г., нашествию войска французского короля Карла VIII и др. Ласковое и сердечное обращение с братией сделали Савонаролу любимцем монастыря, и в 1491 году он был единогласно избран настоятелем Сан-Марко.
Он сразу поставил себя в независимое положение по отношению к Лоренцо Медичи, отказавшись явиться к нему с выражением почтения; Лоренцо пришлось уступить монаху.
Известна речь Савонаролы против роскоши женских нарядов, после которой все дамы перестали надевать в церковь украшения.
«Грехи Италии, — говорил он, — силой делают меня пророком». Народ верил в его пророчества; из его сочинений «Об истине пророчества» и «Об откровениях» видно, что он и сам был убеждён в своём Божественном призвании. Поэтому он смело и властно громил священников, проповедников, отцов и матерей, князей, граждан и купцов, крестьян и солдат, укоряя их в отступлении от правил истинной христианской жизни.
«Рим — это Вавилон, — говорил он. — Вместо внушения народу основ христианского вероучения прелаты отдаются поэзии и красноречию. Вы найдёте в их руках Горация, Вергилия, Цицерона…» Ещё резче сделались угрозы Савонаролы, когда после смерти Лоренцо Медичи (1492) правителем Флоренции стал его безвольный и непопулярный сын, Пьеро ди Лоренцо Медичи, а папой был избран Александр VI Борджиа.
В 1493 году Савонарола принял приглашение прочитать проповеди на Великий пост, присланное из Болоньи. В некоторых работах, посвящённых жизни Джироламо Савонаролы (например, у Паскуале Виллари, автора труда «Джироламо Савонарола и его время»), его отъезд связывается с изгнанием проповедника из Флоренции. В дальнейшей историографии это утверждение было подвергнуто критике.

## Возвращение во Флоренцию
Вернувшись во Флоренцию, Савонарола занялся приведением в исполнение своей мечты — нравственного и государственного преобразования Флоренции. Сначала он занялся реформой монастыря Сан-Марко, а также позаботился о выходе монастыря из Ломбардской конгрегации. Необходимость выхода была обусловлена тем, что жизнь монастыря в его составе была продиктована не уставом и традициями доминиканского ордена, а политикой конгрегации. Савонарола видел необходимость привлечь на свою сторону также доминиканские монастыри в Сан-Джиминьяно, Пизе и Фьезоле и образовать свою конгрегацию — Тосканскую. По папскому бреве от 22 мая 1493 года монастырь Сан-Марко получил автономию, годом спустя по папскому бреве более в Ломбардской конгрегации не состояли монастыри Пизы и Фьезоле. В том же 1494 году состоялся генеральный капитул новообразованной Тосканской конгрегации, генеральным викарием был избран Джироламо Савонарола.
В своих реформах монастыря Сан-Марко Савонарола ориентировался на апостольскую бедность. Он продал церковное имущество, изгнал всякую роскошь из монастыря, обязал всех монахов работой. Деньги, вырученные с продажи роскошного монастырского имущества, пожертвовал бедным. Для успеха проповеди иноверцам Савонарола учредил кафедры греческого, еврейского, турецкого и арабского языков. Папа Александр VI пытался привлечь Савонаролу на свою сторону, предлагая ему сначала архиепископство во Флоренции, потом кардинальскую шапку, но тот не прекращал своих обличений Рима и папы.
В 1494 году французский король Карл VIII вступил в Италию и в ноябре прибыл во Флоренцию. Пьеро ди Лоренцо Медичи был изгнан как изменник; во главе посольства к французскому королю был поставлен Савонарола. В это тревожное время Савонарола стал настоящим повелителем Флоренции; под его влиянием во Флоренции были восстановлены республиканские учреждения.

## Воззрения
По своим политическим взглядам Савонарола был республиканцем, но он думал, что республика лишь тогда будет благом для Флоренции, когда граждане станут нравственнее: религиозное и нравственное очищение произведёт и политическую реформу. Савонарола указывал на несправедливое распределение налогов, нападал на богачей, говоря, что они «присваивают себе заработную плату простонародья, все доходы и налоги», а бедняки умирают с голода. Всякий излишек — смертный грех, так как он стоит жизней бедным.
Вся работа государственного переустройства Флоренции была выработана в проповедях Савонаролы и совершалась по его программе. По предложению Савонаролы были установлены Великий Совет и Совет восьмидесяти. 5 февраля 1495 г., по предложению Савонаролы, великий совет заменил поземельный налог подоходным, в размере 10 %. Заёмщиков Савонарола освободил от уплаты долгов, а в апреле 1496 г. основал заёмный банк, потребовав, чтобы в годовой срок выехали из Флоренции все ростовщики и менялы, бравшие по 32,5 %.
Наконец, Савонарола провозгласил синьором и королём Флоренции Иисуса Христа, сам же он был в глазах народа избранником Христа.
Политическим преобразованием Савонарола закончил лишь часть своей задачи; ему предстояло ещё нравственно возродить Флоренцию.
Уже в 1494 году заметна была перемена: флорентийцы постились, посещали церковь; женщины сняли с себя богатые уборы; на улицах вместо песен раздавались псалмы; читали только Библию; многие из знатных людей удалились в монастырь Сан-Марко.
Савонарола назначал проповеди в часы, когда были назначены балы или маскарады, и народ стекался к нему. С жестокостью обрушивался Савонарола на святотатцев, которым велел вырезать языки, на азартных игроков, которых наказывал огромными штрафами; развратников и содомитов он призывал сжигать заживо.
Однако проповедь — одно, а реальная судебная практика — совсем другое, её можно проследить по сохранившимся документам. Как правило, наказания ограничивались штрафами, а в наиболее тяжких случаях и для закоренелых преступников — телесными наказаниями или изгнанием из Флоренции. Факты отрезания языка неизвестны. Была практика прокалывания языка святотатцам, такие случаи известны как до, так и после Савонаролы. Возможно, они были и при нём, но доподлинные случаи не установлены. Кроме того, при Савонароле был принят закон, предполагавший сожжение содомитов. Однако за весь период руководства Савонаролы только трое содомитов были приговорены к смерти, из них двоим приговоры были заменены штрафами. Третий осуждённый имел также дурную славу вора и бандита и был казнён, скорее всего, по этой причине.
Савонарола с увлечением прибегал к шпионажу, который при нём заметно распространился во Флоренции. На стороне Савонаролы были люди из простонародья, партия «белых», которых называли «плаксами» (piagnoni).

## Недруги
Против него были «беснующиеся» (arrabiati), приверженцы аристократического республиканского правления, и «серые», стоявшие за Медичи. В проповедях Савонарола никого не щадил и потому обрёл много врагов как в светской среде, так и среди духовенства.
Сначала его обвиняли в том, что он вмешивается в светские дела; потом начали критиковать ту проповедь, где Савонарола говорил о гневе Божием, висящем над князьями и прелатами.
По приказанию папы Савонарола должен был удалиться в Лукку, но его прощальная проповедь так потрясла слушателей, что они уговорили папу отсрочить высылку Савонаролы.
Против Савонаролы не раз выставляли других проповедников; не раз папа запрещал ему проповедовать, но слава Савонаролы проникла даже за пределы Италии: его проповеди переводились на иностранные языки (даже на турецкий, для султана).
Между тем Карл VIII, покинув Неаполь, решил направиться через Флоренцию вместе с Пьеро ди Лоренцо Медичи, который хотел восстановить свою власть.
Город вооружился; во главе движения стал Савонарола. Он отправился в лагерь французов и произнёс смелую речь, грозя Карлу карой Божией, если он посягнёт на свободу Флоренции. Под влиянием Савонаролы союз с Францией не был расторгнут, а отнятые у Флоренции города (кроме Пизы) были ей возвращены. Интригам Пьеро ди Лоренцо Медичи против Савонаролы помогали герцог Миланский, кардинал Асканио Сфорца и Мариано да Дженаццано, потерявший из-за Савонаролы репутацию лучшего проповедника.
Враги Савонаролы восстановили против него папу, который пригласил Савонаролу в Рим; но тот под предлогом болезни отказался, продолжая свои обличительные проповеди. Доминиканцы, которым папа поручил рассмотреть содержание проповедей Савонаролы, не нашли в них основания для обвинения Савонаролы в ереси, и папа опять предлагал ему сан кардинала.
После удаления французской армии для республики настали тяжёлые времена: свирепствовали болезни, начался голод, финансы были истощены; герцог Миланский призвал против Флоренции императора Максимилиана, который осадил Ливорно. Синьория — парламент Флорентийской республики — умоляла Савонаролу успокоить народ. Савонарола устроил процессию, чтобы поднять народный дух, истощённый многочисленными невзгодами, несмотря на то, что папа снова запретил ему проповедовать (28 октября).
Случайное спасение Ливорно было, в глазах народа, чудом; доверие флорентийцев к предсказаниям Савонаролы усилилось. Во главе синьории стоял преданный Савонароле Франческо Валори; народная партия торжествовала. Пользуясь этим, Савонарола задумал нанести решительный удар по «беснующимся». Он организовал отряд мальчиков, которые врывались в знатные дома с целью следить за исполнением 10 заповедей, бегали по городу, отбирая игральные карты, кости, светские книги, флейты, духи и тому подобные вещи; потом всё это предавалось торжественному сожжению на так называемом «костре тщеславия».
Светская литература гуманизма и возрождавшаяся классическая древность нашли в лице Савонаролы непримиримого врага; он даже доказывал вред науки вообще. В среде разгульной молодёжи возникло общество (Compagnacci), задавшееся целью убить Савонаролу в праздник Вознесения, но друзья и на этот раз спасли Савонаролу.
Потом «беснующиеся» произвели переполох в церкви во время проповеди Савонаролы, не дав ему закончить речи, а 12 или 13 мая 1497 г. папа Александр VI, назвав учение Савонаролы «подозрительным», отлучил его от церкви. Савонарола протестовал; 19 июня появилось его «Послание против лживо испрошенной буллы об отлучении», где он отказывался повиноваться отлучению, «противному христианской любви и заповедям Господним», и заявлял, что несправедливо отлучённый имеет право апеллировать ко Вселенскому собору.
В это время Савонарола выпустил в свет своё знаменитое сочинение «Триумф Креста», в котором защищал истины католического вероучения, объяснял догматы и таинства католической церкви.
В последний день карнавала 1498 г. Савонарола совершил торжественное богослужение и «сожжение анафемы». Тогда папа прислал бреве, где требовал отправки Савонаролы в Рим или заключения его в тюрьму, угрожал интердиктом всей Флоренции и отлучал всех, кто будет говорить с Савонаролой или слушать его.
Однако синьория долго не решалась тронуть Савонаролу; проповеди его продолжались, он развивал мысль о необходимости созвать Вселенский собор, так как папа может заблуждаться. В это же время появилось сочинение Савонаролы «О правлении и законодательстве города Флоренции».
После второго папского бреве синьория запретила Савонароле проповедовать; 18 марта он простился с народом. Он написал «Письмо к государям», в котором убеждал их созвать Вселенский собор для низвержения Папы. «Письмо» было послано сначала к французскому королю Карлу VIII, но было перехвачено и попало в руки Папы. Флоренция взволновалась.

## Разочарование народа и казнь
25 марта 1498 года проповедовавший в церкви Святого Креста францисканец Франциск Пулья объявил, что готов вызвать на «испытание огнём» любого, кто настаивает на незаконности отлучения Савонаролы. Вызов принял доминиканец Доминик Пешиа, однако неожиданно Пулья настоял на том, что войдёт в огонь только вместе с Савонаролой. Джироламо не воспротивился. «Испытание огнём» было ратифицировано «Постановлением» флорентийской Синьории, согласно ему по завершении испытания главный представитель потерпевшей поражение стороны подлежал изгнанию из Флоренции. В том случае, если в пламени костра сгорят представители обеих сторон, то проигравшей стороной, подвергаемой изгнанию, объявлялся только Савонарола.
«Испытание» должно было состояться утром 7 апреля на площади Синьории. Савонарола прибыл на место после прочтения прощальной проповеди в Сан-Марко. За время приготовления костров и ожидания противника Савонаролы, который укрывался в Палаццо Веккьо, начался проливной дождь, из-за которого отсырели дрова. Вернувшись в Сан-Марко, Савонарола объявил своей пастве, что одержал победу в испытании.
На другой день монастырь Сан-Марко был осаждён разъярённой толпой; Савонарола вместе с его друзьями, Доменико Буонвичини и Сильвестро Маруффи, был схвачен и заключён в темницу. Папа учредил следственную комиссию из 17 членов, выбранных из партии «беснующихся». Допросы Савонаролы и пытки велись самым жесточайшим образом; его пытали по 14 раз в день, заставляли впадать в противоречия, допросами, упрёками и угрозами вынудили признаться, что все его пророчества — ложь и обман.
За время следствия, которое велось около месяца, Савонарола написал в тюрьме два стихотворения в прозе: «О я несчастный» (лат. Infelix ego; в западной литературе также называется «Размышлением о псалме 50». В действительности, эта молитва Савонаролы не парафразирует ни одного стиха Пс. 50, как не обыгрывает и ни одной его (общеизвестной и узнаваемой) метафоры. Современное название обязано заключительной строке стихотворения, содержащей прямую цитату из латинского перевода стиха 3 (1) Пс. 50 (Miserere mei Deus secundum magnam misericordiam tuam («Помилуй мя, Боже, по велицей милости твоей»)) и «Печаль завладела мною» (лат. Tristitia obsedit me; не закончено; позднейшее название — «Размышление о псалме 30»).
Согласно легенде, Савонарола за несколько часов до смерти начал писать также «Руководство к христианской жизни» на переплёте одной книги, по просьбе тюремщика. 22 мая ему был объявлен смертный приговор; 23 мая 1498 года при огромном стечении народа он был повешен; спустя некоторое время тело его было сожжено.

## Судьба его учения и память
Учение Савонаролы было оправдано Павлом IV, а в XVII в. в его честь был учреждён один из обрядов во время таинства ведения католической службы[прояснить]. В 1875 г. Савонароле поставлен памятник в Ферраре; в то же время, статуя его, как одного из предшественников Реформации, входит в состав памятника Мартину Лютеру в Вормсе.
Савонарола оказал значительное влияние на формирование взглядов Максима Грека.

### Оценка деятельности
В оценке значения деятельности Савонаролы мнения расходятся: одни (например, итальянский историк Паоло Луотто), идеализируя его честность, прямоту и широкие планы, видят в нём реформатора, обличавшего пороки церкви; другие (например, австрийский историк Людвиг фон Пастор) напоминают, что он жил средневековыми идеями, не создал новой церкви и был сторонником строгих католических догматов.

## Труды Джироламо Савонаролы
Ряд проповедей Савонаролы были записаны и позже изданы нотариусом Лоренцо Виоли. Однако не все из них сохранились целиком.
- Проповеди на Иезеккиля.
- Проповеди на Исход.
- Проповеди на Иова.
- Проповеди на Руфь и Михея.
- Проповеди на книгу пророка Аггея.
- Проповеди на Амоса и Захарию.
- Проповеди на Псалмы.
- Триумф Креста.
- Трактат об управлении Флоренцией.
- Трактат против астрологии.
- Трактат «Об искусстве хорошо умирать».

## Образ в культуре

### В живописи
- Одноимённый персонаж в комиксе Мило Манары «Борджиа».

### В литературе
- Упоминается в шестой главе трактата «Государь» Никколо Макиавелли. Макиавелли противопоставляет Савонаролу другим пророкам: «Моисей, Кир, Ромул и Тезей, будь они безоружны, не могли бы добиться длительного соблюдения данных ими законов. Как оно и случилось в наши дни с фра Джироламо Савонаролой: введённые им порядки рухнули, как только толпа перестала в них верить, у него же не было средств утвердить в вере тех, кто ещё верил ему, и принудить к ней тех, кто уже не верил»[19].
- Деятельность Савонаролы во Флоренции, его размолвка с папой, отлучение от церкви и казнь описаны в романе Дмитрия Мережковского «Воскресшие боги. Леонардо да Винчи» (второй части трилогии «Христос и Антихрист»).
- Савонарола является персонажем поэмы «Савонарола» австрийского поэта Николауса Ленау.
- Савонарола является персонажем одноименной поэмы русского поэта XIX века А. Н. Майкова.

### В театре
- В 1904 году Томас Манн написал пьесу «Фьоренца», в которой одним из главных действующих лиц выступает Джироламо Савонарола.

### В музыке
- Датский композитор Нильс Вигго Бентсон написал оперу «Савонарола» (Op. 500).

### В кино
- В фильме «Аморальные истории» роль Савонаролы исполняет актёр Филипп Дебёф.
- В сериалах «Весна Микеланджело» Джерри Лондона и «Борджиа» Нила Джордана роль Савонаролы исполняет актёр Стивен Беркофф.
- В сериале «Борджиа» Тома Фонтаны роль Савонаролы исполняет актёр Иэн Глен.
- В 3-м сезоне сериала «Великолепные Медичи» роль Савонаролы играет актёр Франческо Монтанари.
- «Джироламо Савонарола» / Girolamo Savonarola (2011) — (реж. Алессандра Джиганте / Alessandra Gigante) — документальный фильм

### В компьютерных играх
- В видеоигре Assassin’s Creed II Савонарола является одним из антагонистов, пользуется «Частицей Эдема» для установления диктатуры во Флоренции. Убит во время своего сожжения Эцио Аудиторе да Фиренце скрытым клинком. Также косвенно упоминается в видеоигре Assassin’s Creed: Brotherhood.